# San Pellegrino Terme
San Pellegrino Terme é uma comuna italiana da região da Lombardia, província de Bérgamo, com cerca de 4.976 habitantes. Estende-se por uma área de 22 km², tendo uma densidade populacional de 226 hab/km². Faz fronteira com Algua, Bracca, Brembilla, Dossena, Gerosa, San Giovanni Bianco, Serina, Zogno.

## Demografia
| Variação demográfica do município entre 1861 e 2011                               |
|                                                                                   |
| Fonte: Istituto Nazionale di Statistica (ISTAT) - Elaboração gráfica da Wikipedia |